# Czasław (Petite-Pologne)
Pour les articles homonymes, voir Czasław.
Czasław est une localité polonaise de la gmina de Raciechowice, située dans le powiat de Myślenice en voïvodie de Petite-Pologne.